# Royaume de Ceredigion
Pour les articles homonymes, voir Ceredigion (homonymie).
Le  Ceredigion était un royaume gallois médiéval couvrant ce qui est encore  aujourd'hui le comté de  Ceredigion, c'est-à-dire une partie du Carmarthenshire et la Péninsule de Gower. 

## Histoire
Selon la tradition issue de l'Historia Brittonum de Nennius  la fondation du royaume de Ceredigion  au Ve siècle est attribuée au  roi éponyme Ceredig  fils  de Cunedda. L'histoire du Ceredigion est peu connue et les listes  généalogiques des rois reprises dans les manuscrits « Harleian genealogies »:
[G]uocaun map Mouric map Dumnguallaun map Arthgen map Seissil map Clitauc Artgloys map Artbodgu map Bodgu map Serguil map Iusay map Ceretic map Cuneda. 
et du « Généalogies du Jesus College MS. 20 » 
Angharat verch veuric mab dyga6l m Arthen m Seissill m Clyda6c m Aruodeu m Argloes m Pode6 m Seruuel m Vsai m Keredic m Kuneda wledic. 
semblent  manifestement trop courtes par rapport à la période considérée.
Au VIIIe siècle  le roi Seisyll ap Clydog actif vers 770 après la  conquête d'Ystrad Tywi constitue le 
royaume de Seisyllwg. Comme ce dernier le Ceredigion est intégré au royaume de Gwynedd puis au royaume de Deheubarth.
Le royaume de Ceredigion prend le nom anglais de Cardigan, jusqu'en 1974 où à la suite d'une réorganisation administrative le nom gallois authentique fut rétabli aux dépens du nom anglais.

## Liste des rois
- vers 470 : Ceredig
- vers 500 : Usai
- vers 530 : Serwil ab Usai
- vers 560 : Boddw ab Serwil
- vers 600 : Arthfoddw ab Boddw
- vers 640 : Arthlwys ab Arthfoddw

.....Succession inconnue
- vers 730-760 : Clydog ab Arthlwys
- vers 760-790 : Seisyll ap Clydog
- Pour ses successeurs : cf. royaume de Seisyllwg